# Općina Kočani
Općina Kočani (makedonski: Општина Кочани) je jedna od 80 općine Republike Sjeverne Makedonije koja se prostire na istoku Sjeverne Makedonije. 
Upravno sjedište ove općine je grad Kočani.

## Zemljopisne osobine
Južni dio općine Kočani nalazi se u dolini rijeke Bregalnice, u okviru plodnog i naseljenog Kočanskog polja (sjeverna polovica polja), dok se sjeverni dio općine uzdiže u planinski pojas Osogovskih planina.
Općina Kočani nalazi se u dolini rijeke Bregalnice u njezinom južnom dijelu - Kočanskom polju. Na sjeveru općine uzdižu se Osogovske planine.
Općina Kočani graniči s općinom Kriva Palanka na sjeveru, te s općinom Makedonska Kamenica na istoku, s općinom Vinica na jugoistoku, s općinom Zrnovci na jugu, s općinom Češinovo-Obleševo i Probištip na zapadu, te s općinom Kratovo na sjeverozapadu.
Ukupna površina Općine Kočani  je 132.2 km².

## Stanovništvo
Općina Kočani  ima 38.092 stanovnika. Po popisu stanovnika iz 2002. godine nacionalni sastav stanovnika u općini bio je sljedeći:

## Naselja u Općini Kočani
Ukupni broj naselja u općini je 28, od toga 27 imaju status sela a jedno grada Kočani.

## Pogledajte i ovo
- Kočani
- Sjeverna Makedonija
- Općine Sjeverne Makedonije

## Vanjske poveznice
- Službene stranice Općine
- Općina Kočani na stranicama Discover Macedonia